# Billy Shepherd
William L. Shepherd, detto Billy (Bedford, 18 novembre 1949), è un ex cestista statunitense, professionista nella ABA.

## Palmarès
- Più alta percentuale nel tiro da 3 punti nella stagione ABA: (1974-1975)
- Quinto miglior giocatore di sempre in ABA per percentuale al tiro da tre punti (.357)